# Karl Pinczolits
Karl Pinczolits (* 25. März 1958) ist ein österreichischer Unternehmensberater. Von 1998 bis 2020 war er Fachhochschul-Professor und Fachbereichsleiter an der Fachhochschule Wiener Neustadt. Pinczolits betätigt sich als Buchautor und schreibt Artikel zum Thema Vertrieb und Verkauf. 

## Biographie
Karl Pinczolits wuchs in Hornstein im Burgenland auf. Ab 1972 besuchte er in Wien eine Höhere Technische Lehranstalt und maturierte im Jahr 1978. Danach studierte er Marketing an der Wirtschaftsuniversität Wien. Das Studium schloss er 1983 mit einer Diplomarbeit zu einem Marketingkonzept für technisch wissenschaftliche Anwendungssoftware gezeigt am Beispiel eines interaktiven graphischen Systems bei Hans Robert Hansen ab und promovierte ebendort im Jahr 1986, der Titel seiner Dissertation ist Entwicklung der Kommunikationstechnologien in Österreich unter besonderer Berücksichtigung des neuen Mediums Bildschirmtext. Parallel zum Studium arbeitete er als Vertriebsmitarbeiter bei Siemens.
Seit 1978 ist Pinczolits im Verkauf, im Management oder als Berater im Vertrieb und Marketing tätig. Er beriet amerikanische, europäische und japanische Unternehmen im Bereich Wachstumsstrategien/Umsatzsteigern. Seit 1991 ist er als selbstständiger Unternehmensberater tätig. Zu Jahresbeginn 1995 übernahm er als geschäftsführender und einziger Gesellschafter die bestehende Firma Info-Consult Unternehmens- und Managementberatung GesmbH., firmierte auf MCD-Management Consulting & Development Ges.m.b.H. (kurz: MCD-GmbH) und brachte seine bis dahin als nicht protokolliertes Einzelunternehmen betriebene Manager-Schulung ein. Sitz der Gesellschaft ist in Eisenstadt.
Seine Bücher beschäftigen sich mit dem Thema der Leistungssteigerung im Vertrieb und Verkauf, wofür er eine eigene Methode des „Schlagzahlmanagements“ entwickelt hat. In seinem Buch Was Profis im Verkauf besser machen beschreibt er, wie Verkäufer ihre Performance steigern könnten. In Der Schlagzahlmanager beschreibt er wie die Leistung von Verkäufern durch den Einsatz von Managementwerkzeugen verbessert werden könne. In Der befreite Vertrieb beschreibt er wie die Leistung der Vertriebsorganisation gesteigert werden könne. In Schlagzahlmanagement werden Methoden beschrieben, die zu einer Leistungssteigerung führen sollen. Seit 2003 wurden von ihm die Studien Produktivität im Vertrieb, Best Sales Performance, Die Produktivität von Verkäufern und Verkaufsleitern, Sales Radar und Die Produktivität von Spitzenverkäufern publiziert.

## Diplomarbeitsfall Christine Aschbacher
Im Jänner 2021 geriet Pinczolits als Betreuer der Diplomarbeit Christine Aschbachers, zu diesem Zeitpunkt die österreichische Arbeitsministerin, in die Medien. Im Jahr 2006 hatte diese – noch unter dem Namen Kowald – die Arbeit an der FH Wiener Neustadt vorgelegt und sie war von Pinczolits mit der Bestnote „Sehr gut“ bewertet worden. 2021 stellte der „Plagiatsjäger“ Stefan Weber fest, dass die Arbeit den bei der Einreichung geltenden wissenschaftlichen Ansprüchen nicht gerecht wird. In weiten Teilen stelle sie ein Plagiat dar, die eigenen Textteile zeichnen sich zudem durch mangelnde Deutschkenntnisse aus. Auch bei der 2020 eingereichten Dissertation, mit der Pinczolits nichts zu tun hatte, wurden schwere handwerkliche Fehler festgestellt. Aschbacher trat nach Bekanntwerden der Vorwürfe als Ministerin zurück. Die Fachhochschule leitete ein Ermittlungsverfahren ein, das den Sachverhalt aufklären soll. Pinczolits äußerte sich öffentlich nicht zu den Vorgängen.

## Publikationen
- Marketingkonzept für technisch wissenschaftliche Anwendungssoftware gezeigt am Beispiel eines interaktiven graphischen Systems. Diplomarbeit. Wirtschaftsuniversität Wien, 1983.[1]
- Entwicklung der Kommunikationstechnologien in Österreich unter besonderer Berücksichtigung des neuen Mediums Bildschirmtext. Dissertation. Wirtschaftsuniversität Wien, 1986.[2]

Bücher:
- Der Schlagzahlmanager. Arbeitsleistungen im Vertrieb messen und steigern. Campus, Frankfurt am Main/New York 1998, ISBN 3-593-360535.
- Der befreite Vertrieb. Mit einer Zeltorganisation individuelle Wege zum Kunden finden. Campus, Frankfurt am Main/New York 2003, ISBN 978-3-593-37196-2.
- Schlagzahlmanagement. Die Aktivitäten von heute sind der Umsatz von morgen. Facultas-WUV, Wien 2008, ISBN 978-3-7089-0144-2.
- Was Profi-Verkäufer besser machen. Fünf Faktoren für Ihren Erfolg. Campus, Frankfurt am Main/New York 2010, ISBN 978-3-593-39325-4.
- Rosinenpicker, Diven, Regenmacher. Verkäufer klassifizieren und zu optimaler Leistung führen. Campus, Frankfurt am Main/New York 2013, ISBN 978-3-593-39830-3.
- Der initiative Verkäufer. Die geheimen Treiber des Verkaufserfolgs. Campus, Frankfurt am Main/New York 2016, ISBN 978-3-593-50509-1.

Studienbände:
- Benchmarks, Steuerung & Produktivität im Vertrieb. Mit neuen Geschäftsmodellen Produktivität erhöhen und Gewinne steigern. Auftrieb im Vertrieb sichern durch Produktivitätsmessungen und praktikable Kennzahlen.  Studie Best sales performance. ÖPWZ, Wien 2003.
- Produktivität von Verkäufer-innen und Verkaufsleiter-innen 2006. Österreichweite Befragung eines Vertriebsleiterpanels des Instituts für Marktforschung im Vertrieb an der Fachhochschule Wiener Neustadt (= Studie 06). FH Wiener Neustadt für Wirtschaft und Technik, Fachbereich: Marktkommunikation und Vertrieb. Wiener Neustadt 2006, ISBN 978-3-9502195-1-7.
- Produktivität im Vertrieb und Verkauf 2008/2009. Befragung eines Vertriebsleiterpanels im deutschsprachigen Raum. Mit Marina Pinczolits und Daniela Vevera. FH Wiener Neustadt für Wirtschaft und Technik, Fachbereich: Marktkommunikation und Vertrieb. Wiener Neustadt 2008, ISBN 978-3-9502195-6-2.
- Produktivität von Spitzenverkäufern. Eine qualitative Befragung – 2010. Gemeinsam mit Marina Pinczolits, Daniela Vevera. Fachhochschule Wiener Neustadt, Fachbereich: Marktkommunikation und Vertrieb. Wiener Neustadt 2010, ISBN 978-3-9502195-8-6.
- Produktivität von Verkaufsleitern. Eine qualitative Befragung – 2011. Gemeinsam Gemeinsam mit Marina Pinczolits, Daniela Vevera, Petra Weiss. Fachhochschule Wiener Neustadt, Fachbereich: Marktkommunikation und Vertrieb. Wiener Neustadt 2011, ISBN 978-3-9502195-9-3.
- Produktivität im Vertrieb. Führen von leistungsschwachen Verkäufern. Eine qualitative Befragung – 2012. Gemeinsam mit Marina Pinczolits, Daniela Vevera, Petra Weiss. Fachhochschule Wiener Neustadt, Fachbereich: Marktkommunikation und Vertrieb. Wiener Neustadt 2012, ISBN 978-3-9503251-0-2.
- Produktivität im Vertrieb. Führen von leistungsschwachen Verkäufern im Finanzdienstleistungsvertrieb. Eine qualitative Befragung – 2012. Gemeinsam mit Christian Rottensteiner. Fachhochschule Wiener Neustadt, Fachbereich: Marktkommunikation und Vertrieb. Wiener Neustadt 2013, ISBN 978-3-9503251-1-9.